# Harju JK Laagri
Harju JK (også kendt som Harju) er en estisk fodboldklub. Klubben har hjemme i Laagri. Klubben spiller i Esiliiga.

## Mesterskaber
- Esiliiga: 2022
- Cup (Eesti Karikas)

## Historiske slutplaceringer
| Sæson | Niveau | Liga         | Placering | Kilde |
| ----- | ------ | ------------ | --------- | ----- |
| 2022  | 2.     | Esiliiga     | 1.        | [ 1 ] |
| 2023  | 1.     | Meistriliiga | 10.       | [ 2 ] |
| 2024  | 2.     | Esiliiga     | 1.        | [ 3 ] |

## Klubfarver
| HARJU JK | HARJU JK |